# Неос Клитос
Неос Клитос или Ново Хайдарли (на гръцки: Νέος Κλείτος) е село в Гърция, в дем Кожани, област Западна Македония.

## География
Неос Клитос е разположено в на 6,5 km югозападно от Кожани (Козани).

## История
Неос Клитос е наследник на село Клитос, разположено на север от Кожани и изселено в периода 2000 – 2003 година заради разработена в района мина.
| Година    | 1913 | 1920 | 1928 | 1940 | 1951 | 1961 | 1971 | 1981 | 1991 | 2001 | 2011 | 2021 |
| --------- | ---- | ---- | ---- | ---- | ---- | ---- | ---- | ---- | ---- | ---- | ---- | ---- |
| Население | –    | –    | –    | –    | –    | –    | –    | –    | –    | –    | 407  | 374  |